# الزويتيني
الزويتيني هي إحدى القرى اللبنانية من قرى قضاء الهرمل في محافظة بعلبك الهرمل.